# Pandoja
Pandoja ist eine Landstadt im Departamento Cochabamba im südamerikanischen Anden-Staat Bolivien.

## Lage im Nahraum
Pandoja ist die fünftgrößte Ortschaft des Municipios Quillacollo in der gleichnamigen Provinz Quillacollo. Die Stadt liegt auf einer Höhe von 2602 m am östlichen Ufer des Río Liriuni, der von den Hängen der Kordillere von Cochabamba in den Talkessel von Cochabamba fließt und früher direkt nordwestlich von Pandoja einen zwei Kilometer langen See gebildet hatte, der aufgrund des Bevölkerungsdrucks im Tal von Cochabamba inzwischen trockengelegt worden ist.

## Geographie
Pandoja liegt im Übergangsbereich zwischen der Anden-Gebirgskette der Cordillera Central und dem bolivianischen Tiefland.
Die mittlere Durchschnittstemperatur der Region liegt bei etwa 18 °C (siehe Klimadiagramm Cochabamba) und schwankt nur unwesentlich zwischen 14 °C im Juni/Juli und 20 °C im Oktober/November. Der Jahresniederschlag beträgt nur rund 450 mm, bei einer ausgeprägten Trockenzeit von Mai bis September mit Monatsniederschlägen unter 10 mm und einer Feuchtezeit von Dezember bis Februar mit 90 bis 120 mm Monatsniederschlag.

## Verkehrsnetz
Pandoja liegt in einer Entfernung von achtzehn Straßenkilometern westlich von Cochabamba, der Hauptstadt des Departamentos, und fünf Kilometer nördlich von Quillacollo, dem Verwaltungssitz der Provinz.
Durch Cochabamba und Quillacollo führt die 1657 Kilometer lange Nationalstraße Ruta 4, die ganz im Westen an der chilenischen Grenze bei Tambo Quemado beginnt. Sie führt quer durch das ganze Land über Quillacollo, Cochabamba und Villa Tunari nach Santa Cruz und endet im südöstlichen Teil des Landes an der Grenze zu Brasilien bei der Stadt Puerto Quijarro.

## Bevölkerung
Die Einwohnerzahl des Ortes ist in den vergangenen beiden Jahrzehnten auf mehr als das Doppelte angestiegen:
| Jahr | Einwohner | Quelle       |
| ---- | --------- | ------------ |
| 1992 | 925       | Volkszählung |
| 2001 | 1 624     | Volkszählung |
| 2012 | 6 611     | Volkszählung |
| 2024 |           | Volkszählung |

Die Region weist einen hohen Anteil an Quechua-Bevölkerung auf. Im Municipio Quillacollo sprechen trotz der großstädtischen Überformung 55,8 Prozent der Bevölkerung Quechua.